# Ubu
Ubu – gaun wikas samiti we wschodniej części Nepalu w strefie Sagarmatha w dystrykcie Okhaldhunga. Według nepalskiego spisu powszechnego z 2001 roku liczył on 685 gospodarstw domowych i 3445 mieszkańców (1816 kobiet i 1629 mężczyzn).